# Nikita Kochkine
Pour les articles homonymes, voir Kochkine.
Nikita Arnoldovitch Kochkine (en russe : Никита Арнольдович Кошкин), né le 28 février 1956 à Moscou, est un guitariste classique et compositeur russe.

## Biographie
Nikita Kochkine est destiné par ses parents à une carrière diplomatique mais sa vie change alors qu'il a 14 ans quand son grand-père lui offre une guitare et un disque d'Andrés Segovia. Composer et jouer de la guitare devient dès lors sa passion et il étudie la guitare à l'Académie russe de musique Gnessine. Il accède à la notoriété en 1980 quand il compose la suite The Prince's Toys. Son œuvre la plus célèbre est Usher's Waltz, pièce inspirée par la nouvelle d'Edgar Allan Poe La Chute de la maison Usher et interprétée notamment par John Williams lors de son concert de Séville en 1992.